# Baltimore Symphony Orchestra
Das Baltimore Symphony Orchestra, abgekürzt BSO, ist ein großes Symphonieorchester der Vereinigten Staaten von Amerika. Das 1916 gegründete Orchester hat seinen Sitz in Baltimore in Maryland.
Insbesondere von 1985 bis 1998 unter David Zinman als Musikdirektor gelangte das Baltimore Symphony zu internationaler Reputation. In diese Phase fiel auch der Gewinn des Grammy Awards 1990 für eine Aufnahme von Werken für Cello und Orchester von Barber und Britten mit Yo-Yo Ma als „Beste Soloinstrument-Darbietung mit Orchester“. 2007/2008 übernahm Marin Alsop die Leitung des Baltimore Symphony Orchestra, die damit die erste Frau in der Geschichte war, die einem großen US-amerikanischen Orchester vorsteht.

## Musikdirektoren
- 1917–1930 Gustav Strube
- 1930–1935 George Siemonn
- 1935–1937 Ernest Schelling
- 1937–1939 Werner Janssen
- 1939–1942 Howard Barlow
- 1942–1952 Reginald Stewart
- 1952–1959 Massimo Freccia
- 1959–1968 Peter Herman Adler
- 1969–1984 Sergiu Comissiona
- 1985–1998 David Zinman
- 1999–2006 Juri Temirkanow
- seit 2007 Marin Alsop